# A Better Man
| Recensione       | Giudizio           |
| ---------------- | ------------------ |
| Rumore           | · (disco del mese) |
| OndaRock         |                    |
| SentireAscoltare | (7.5/10)           |

A Better Man è il quinto album del gruppo musicale italiano One Dimensional Man, pubblicato il 28 giugno 2011 per l'etichetta La Tempesta Dischi.

## Il disco
I testi sono opera del pittore e poeta australiano Rossmore James Campbell (amico di Pierpaolo Capovilla), che aveva già collaborato con la band per l'album You Kill Me.
La composizione dei brani è stata realizzata inizialmente solo da Capovilla e Bottigliero, infatti solo dopo Favero ha aggiunto le parti di chitarra e synth.
Nell'album sono presenti molti ospiti sia italiani (Jacopo Battaglia, Enrico Gabrielli, Rodrigo D'Erasmo, Gionata Mirai) sia stranieri (Eugene Robinson degli Oxbow, Richard Tiso, già presente negli album de Il Teatro degli Orrori e Justin Trosper degli Unwound).
Inoltre nell'album è presente una cover: Face on Breast di Scott Walker.

## Artwork
La grafica dell'album è stata realizzata da Luca Bottigliero.
Le immagini presenti sulla copertina e nelle alette interne del disco sono opere dell'artista modenese Simone Fazio: in copertina appare My Fuckin'Black Heart e nelle alette interne le due opere Nuda Veritas.

## Tracce
1. A Better Man
2. Fly
3. This Crazy
4. A Measure Of My Breath
5. This Hungry Beast
6. Ever Smile Again
7. The Wine That I Drink
8. Ever Sad (A Better Man Reprise)
9. Too Much
10. Face on Breast (Scott Walker)

## Formazione

### Gruppo
- Pierpaolo Capovilla - voce, basso
- Giulio Ragno Favero - chitarra, tastiere
- Luca Bottigliero - batteria

Altri musicisti
- Katla Hausmann - voce in A Better Man
- Jacopo Battaglia (Zu, The Bloody Beetroots) - batteria in Fly
- Sir Bob Cornelius Rifo (The Bloody Beetroots) - tastiera in Fly
- Enrico Gabrielli - fiati
- Rodrigo D'Erasmo - violino
- Giovanni Ferliga (Aucan)
- Francesco D'Abbraccio (Aucan)
- Eugene Robinson (Oxbow)
- Justin Trosper (Unwound) - chitarra
- Gionata Mirai - chitarra
- Richard Tiso